# 风火轮
風火輪是道教的寶物。風火輪一副共兩隻，踏在腳下可作為交通工具，速度極快。有眾多持有者，最著名的持有者是哪吒。風火輪是由哪吒的師傅太乙真人幫哪吒恢復人身後送給哪吒的五寶之一。之所以稱為風火輪，因為左輪生風，右輪噴火。

## 武器
又名环  ，是一種中國古兵器，用金属制成的圆环，造型與环刃相似。圆环的直径约为25厘米，环外缘大部有刃，并有一握手处。多用双圈。主要技法有轮、砸、套、带、格、压等。常见的有乾坤日月圈、月牙圈、风火轮、双环等。呈圆环形，直径尺余，圈内有一月牙形护手，圈外有两个外径一八分，内径六分的小圈。

## 历史渊源
又称阴阳刺轮、金刚圈。为元代蒙左军所创。始于元初，元世祖率领蒙古人入主中原，部将勇武过人。有一个叫哈沁的善用长矛，如果敌将离得太远，长矛砍不到，他就使用阴阳刺，百无一失。这就是乾坤圈，元人入关以后才流传。其形如手镯，直径为八寸。其圈四分之一为握手处，此处粗可盈把，为圆形，另四分之三为尖刺。呈扁平圆弯形。扁平处阔约寸余，厚四五分。靠内缘处较厚。外缘处较薄而无刃。外缘上有锋利的三角齿若干。每刺长约一寸五分，刺尖弯转，侧向一方，如锯齿形。弯转处又有狼牙若干。锐尖薄刃，犀利无比。圈外缘除握手处外，均有圆锥小刺，顶端尖利，二刺间距为五六分。每圈有刺数10个。乾坤圈只重二只三斤。一革囊贮三个。并排而放，圈柄露于囊外。圈在高速飞行中割人面目颈项。